# 신러시아당
신러시아당(러시아어: Партия Новороссия)은 파벨 구바레프의 지휘 아래, 우크라이나 내의 친러시아 분리주의자들에 의해 창당된 우크라이나의 정당이다.

## 창당
이 당은 공식적으로는 사회정치적 운동- 신러시아당으로 불리며, 2014년 5월 13일, 우크라이나의 도네츠크주에서 창당되었다. 당수 파벨 구바레프에 따르면, 이 당은 이 어려운 시기에 자신이 모국의 애국자임을 증명한 사람과 자신이 조국의 진정한 투사이며, 조국의 수호자라는 것을 증명한 사람들만에 의해 이끌어질 것이라고 한다.